# Ryszard Bera
Ryszard Wojciech Bera – polski pedagog, wykładowca akademicki, prof. dr hab. nauk humanistycznych, profesor i kierownik Katedry Pedagogiki Pracy i Andragogiki Instytutu Pedagogiki Wydziału Pedagogiki i Psychologii Uniwersytetu Marii Curie-Skłodowskiej oraz profesor Instytutu PedagogikiWydziału Nauk Społecznych Uniwersytetu w Siedlcach, pułkownik Wojska Polskiego w stanie spoczynku. Do 2007 r. był pracownikiem Ministerstwa Obrony Narodowej na stanowisku szefa sekretariatu Wiceministra Obrony Narodowej do spraw społecznych.  

## Życiorys
W 1987 r. ukończył studia pedagogiczne w Wojskowej Akademii Politycznej im. Feliksa Dzierżyńskiego. W 1993 r. uzyskał na Akademii Obrony Narodowej stopień doktora nauk wojskowych na podstawie napisanej pod kierunkiem dr. hab. Henryka Cabaka pracy doktorskiej pt. Metodologiczna analiza czynników warunkujących postawy społeczno-zawodowe pilotów wojskowych. 24 czerwca 2003 r. habilitował się na podstawie oceny dorobku naukowego i pracy zatytułowanej Postawy zawodowe pilotów wojskowych w procesie restrukturyzacji polskich sił powietrznych. 17 lipca 2013 nadano mu tytuł profesora w zakresie nauk humanistycznych.
Pracował na Wydziale Pedagogicznym Akademii Humanistycznej im. Aleksandra Gieysztora w Pułtusku, a także objął funkcję profesora w Instytucie Pedagogiki na Wydziale Nauk Humanistycznych Akademii Podlaskiej.
Piastuje stanowisko profesora w Instytucie Pedagogiki na Wydziale Pedagogiki i Psychologii Uniwersytetu Marii Curie-Skłodowskiej, oraz w Instytucie Pedagogiki na Wydziale Nauk Społecznych Uniwersytetu w Siedlcach. W latach 2016-2019 był członkiem Komitetu Nauk Pedagogicznych I Wydziału Nauk Humanistycznych i Społecznych Polskiej Akademii Nauk.
Był dziekanem na Wydziale Pedagogiki i Psychologii Uniwersytetu Marii Curie-Skłodowskiej. W 2016 r. ubiegał się bezskutecznie o fotel rektora Uniwersytet Marii Curie-Skłodowskiej. 
Wypromował 23 doktorów nauk humanistycznych i społecznych oraz bardzo liczne grono magistrów i licencjatów. W 2012 r. został wyróżniony  międzynarodowym certyfikatem „Mistrz Pedagogii”. Od 2014 r. pełni funkcję redaktora naczelnego pisma naukowego Annales Universitatis Mariae Curie-Sklodowska Sectio J Paedagogia i Psychologia.
Jego zainteresowania naukowe dotyczą pedagogiki pracy, pedagogiki społecznej, problemów emigracji zarobkowej i funkcjonowania młodych pracowników na europejskim rynku pracy oraz edukacji dla bezpieczeństwa. 